# Susan DeMattei
Susan Marie DeMattei (San Francisco, 15 de octubre de 1962) es una deportista estadounidense que compitió en ciclismo de montaña en la disciplina de campo a través.
Participó en los Juegos Olímpicos de Atlanta 1996, obteniendo una medalla de bronce en la prueba de campo a través. Ganó una medalla de plata en el Campeonato Mundial de Ciclismo de Montaña de 1994.

## Palmarés internacional
| Juegos Olímpicos   | Juegos Olímpicos         | Juegos Olímpicos  | Juegos Olímpicos |
| Año                | Lugar                    | Medalla           | Competición      |
| ------------------ | ------------------------ | ----------------- | ---------------- |
| 1996               | Atlanta (Estados Unidos) | Medalla de bronce | Campo a través   |
| Campeonato Mundial |                          |                   |                  |
| Año                | Lugar                    | Medalla           | Competición      |
| 1994               | Vail (Estados Unidos)    | Medalla de plata  | Campo a través   |